# ساختمان توماس جفرسون
ساختمان توماس جفرسون قدیمی‌ترین ساختمان از بین چهار ساختمان کتابخانه کنگره ایالات متحده آمریکا است که بین سالهای ۱۸۹۰ و ۱۸۹۷ ساخته شده‌است. این ساختمان در ابتدا به عنوان ساختمان کتابخانه کنگره شناخته می‌شد و در جنوب‌شرقی خیابان اول، بین خیابان استقلال و خیابان کاپیتول شرقی در واشینگتن دی سی واقع شده‌است. این ساختمان به دلیل نمای کلاسیک و فضای داخلی و تزئین دقیق آن با سبک هنرهای زیبا شناخته شده‌است. طراحی و ساخت آن تاریخ پر پیچ و خمی دارد. معمار اصلی ساختمان پائول جی پلز بود که در ابتدا با همکاری جان ال. اسمیت مایر همکاری داشت و در طی چند سال اخیر ساخت آن توسط ادوارد پیرس کیسی تکمیل شد. این بنا در سال ۱۹۶۵ به عنوان یک بنای تاریخی ملی شناخته شد.

## طراحی

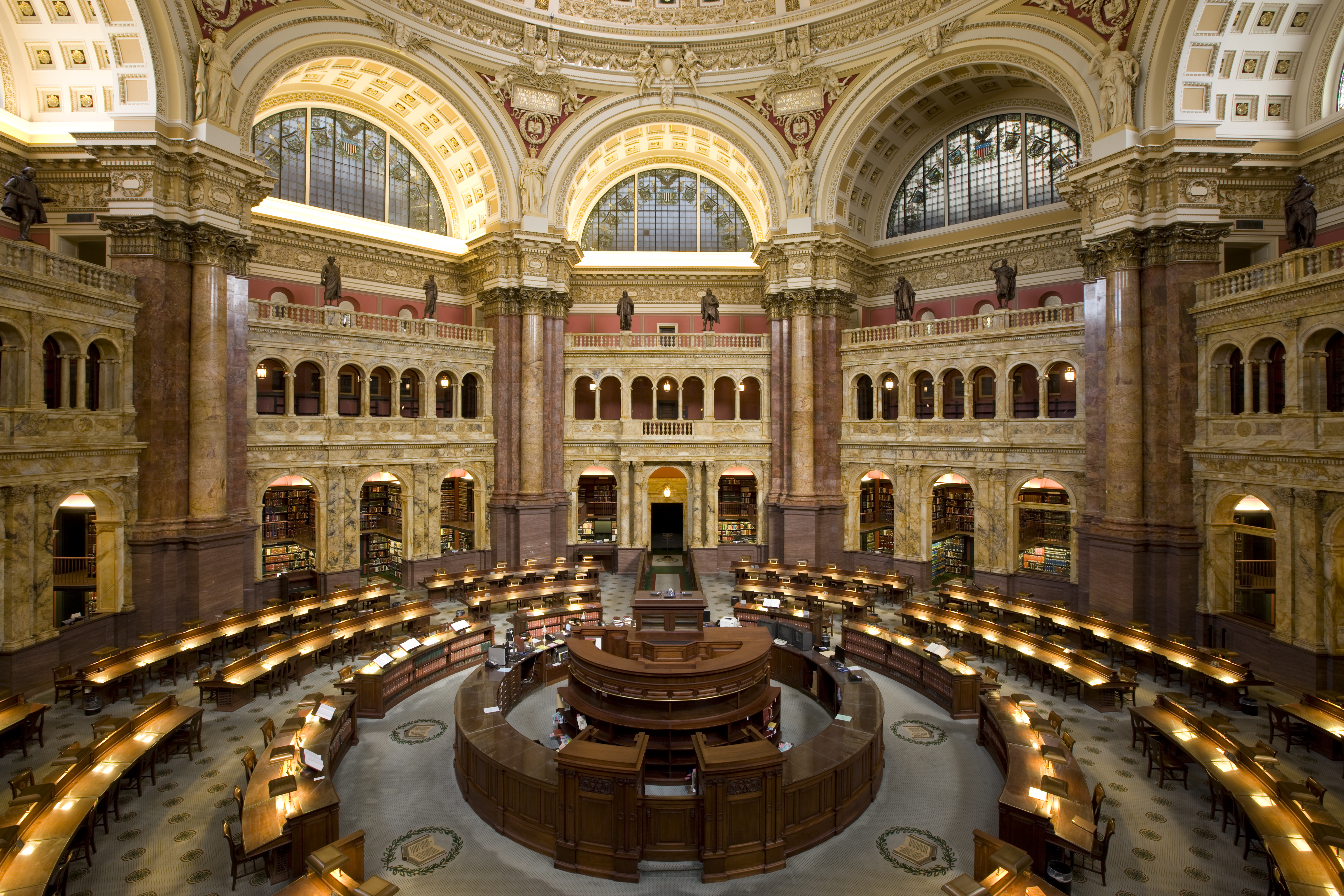
اتاق مطالعه اصلی

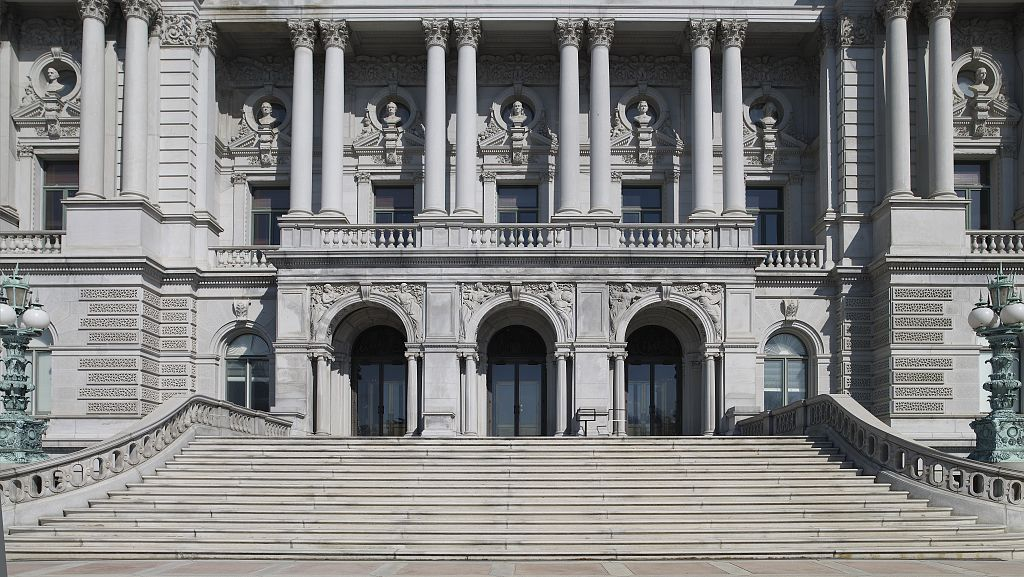
نمایی از رویکردهای نمای غربی ساختمان توماس جفرسون

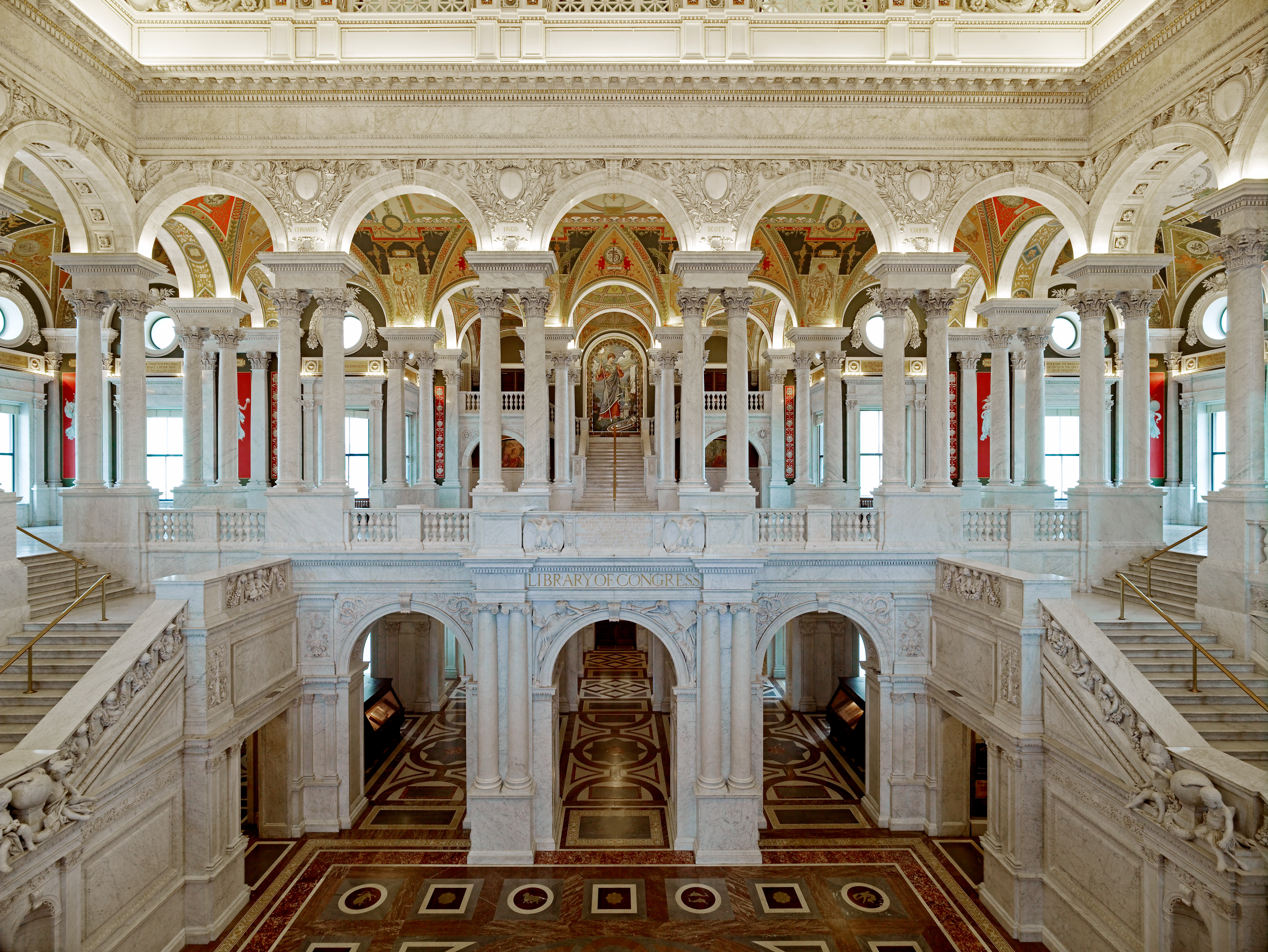
تالار بزرگ، نمایی از طبقه اول و دوم، با زمینه موزاییک مینروا

جان ال. اسمیت مایر و پل جی. پلز در مسابقه نقشه‌های معماری کتابخانه در سال ۱۸۷۳ برنده شدند. شروع پروژه با بحث‌های کنگره تا رای‌گیری در سال ۱۸۸۶ به تأخیر افتاد. در سال ۱۸۸۸، اسمیت مایر برکنار شد و پلز معمار اصلی آن شد. پلز خودش در سال ۱۸۹۲ اخراج شد و ادوارد پیرس کیسی پسر بریگ جایگزین وی شد. ژنرال توماس لینکلن کیسی، رئیس سپاه مهندسان ارتش ایالات متحده، در آن زمان مسئول ساخت و ساز ساختمان بود. در حالی که اسمیت مایر در تأمین کمیسیون نقش اساسی داشت، به نظر می‌رسد که پلز طراح اصلی ساختمان بوده و بیشتر کارهای خارجی را نظارت کرده‌است. کیسی به‌خاطر اتمام فضای داخلی و نظارت هنری بر طرح تزئینی منحصر به فرد ساختمان اعتبار دارد. این کتابخانه در سال ۱۸۹۷ برای عموم افتتاح شد و کار آن در سال ۱۸۹۸ به پایان رسید.

## تاریخچه

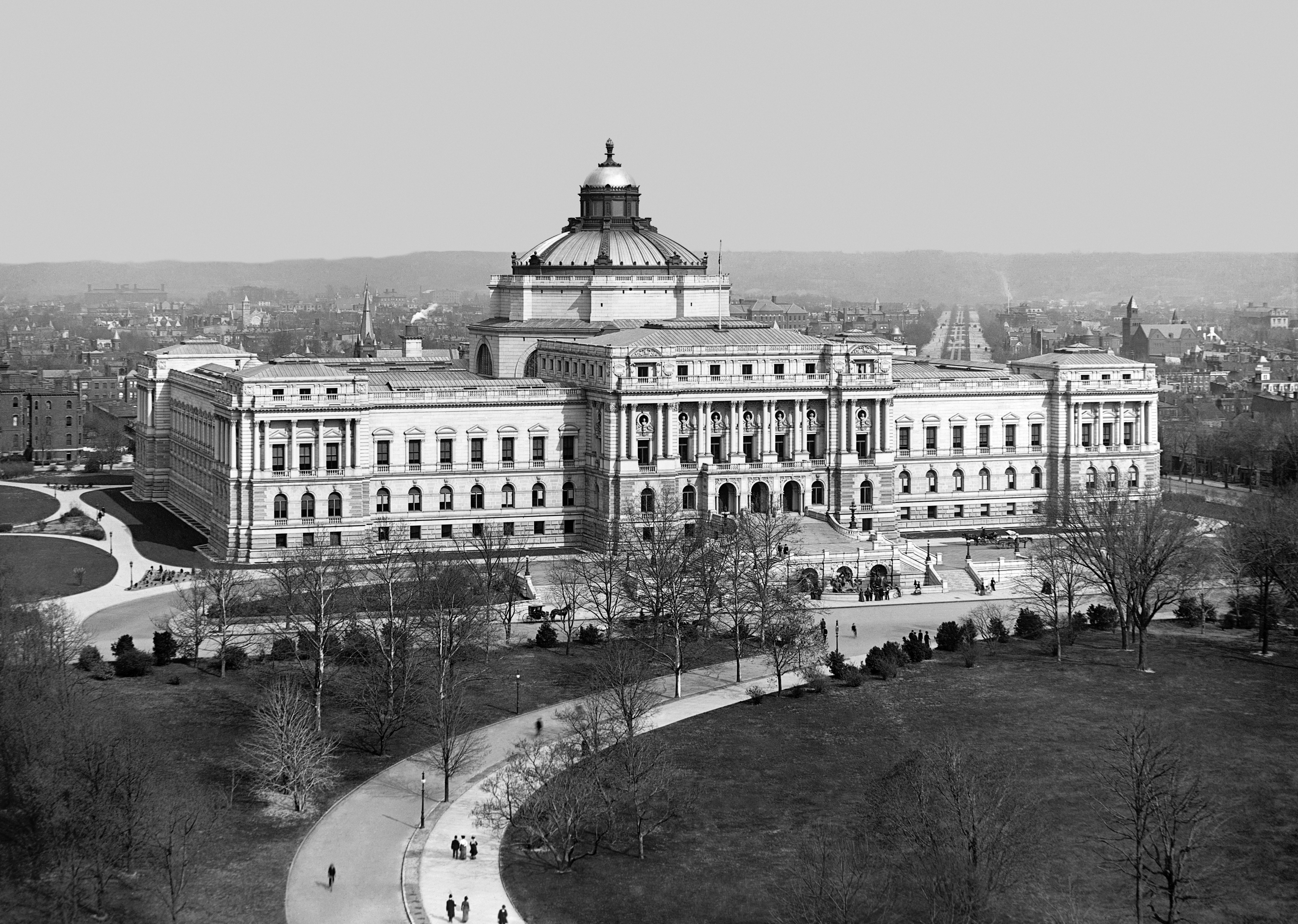
ساختمان توماس جفرسون، حوالی ۱۹۰۲ میلادی.

نیاز به فضای بیشتر برای افزایش گنجایش کتابخانه کنگره توسط کتابدار آینسوردت رند اسپوفورد به کنگره پیشنهاد شد، در نتیجه یک ساختمان جدید به عنوان کتابخانه ملی آمریکا به‌طور خاص در این رابطه ساخته شد. قبل از آن کتابخانه در بالهای ساختمان کاپیتول وجود داشت. ساختمان جدید به دلیل رشد کنگره مورد نیاز بود، اما بخشی نیز به دلیل قانون کپی رایت ۱۸۷۰ بود، که بر اساس آن، همه متقاضیان حق چاپ می‌بایست دو نسخه از آثار خود را به کتابخانه ارسال می‌کردند. این قانون منجر به آوردن سیل کتاب، جزوه، نقشه، موسیقی، آثار چاپی و عکس به کتابخانه شد. استانفورد در تصویب این قانون نقش اساسی داشته‌است.

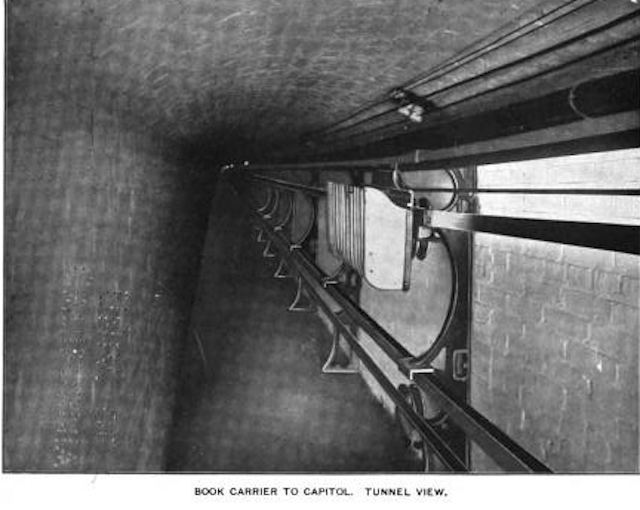
داخل تونل کتاب

## هنر
بیش از پنجاه نقاش و مجسمه‌ساز آمریکایی کارهای هنری سفارش داده شده برای این ساختمان را تولید کردند.

هنر در ساختمان توماس جفرسون
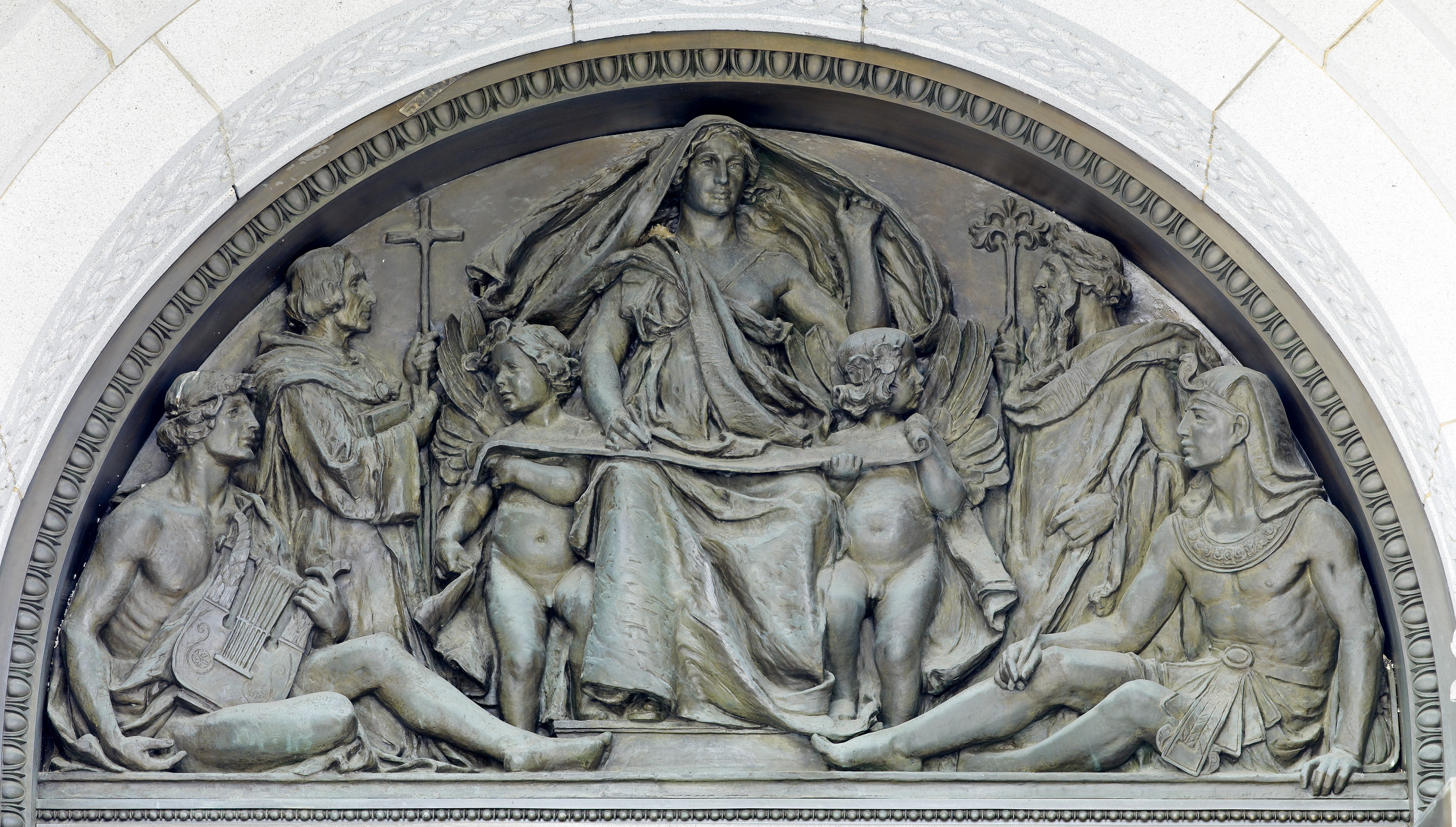
اولین لوی وارنر، بالای نمای خارجی درهای ورودی اصلی، ۱۸۹۶
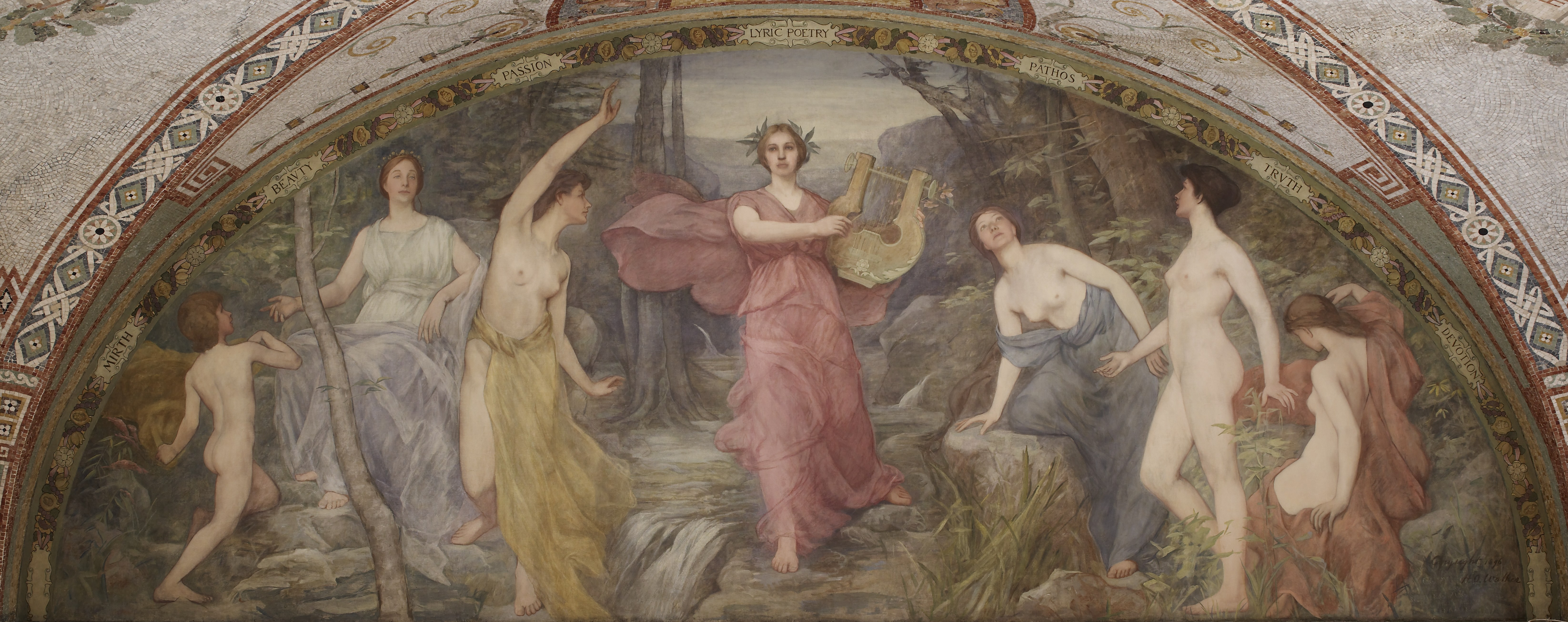
هنری اولیور واکر، شعر متن، ۱۸۹۶
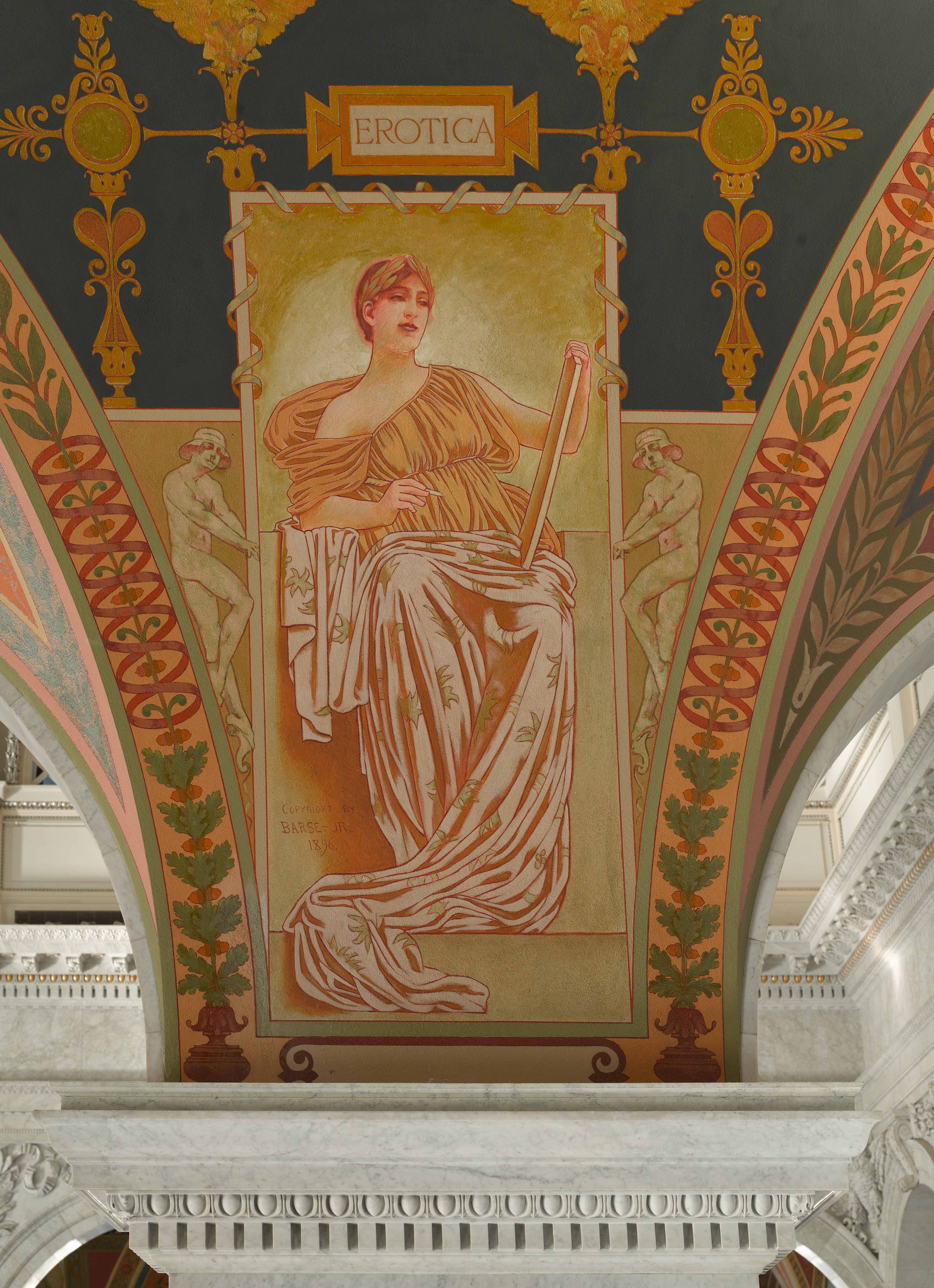
اروتیکا، یکی از هشت صفحه نمایندگی ادبیات جورج راندولف بارس (۱۸۶۱-۱۹۳۸)
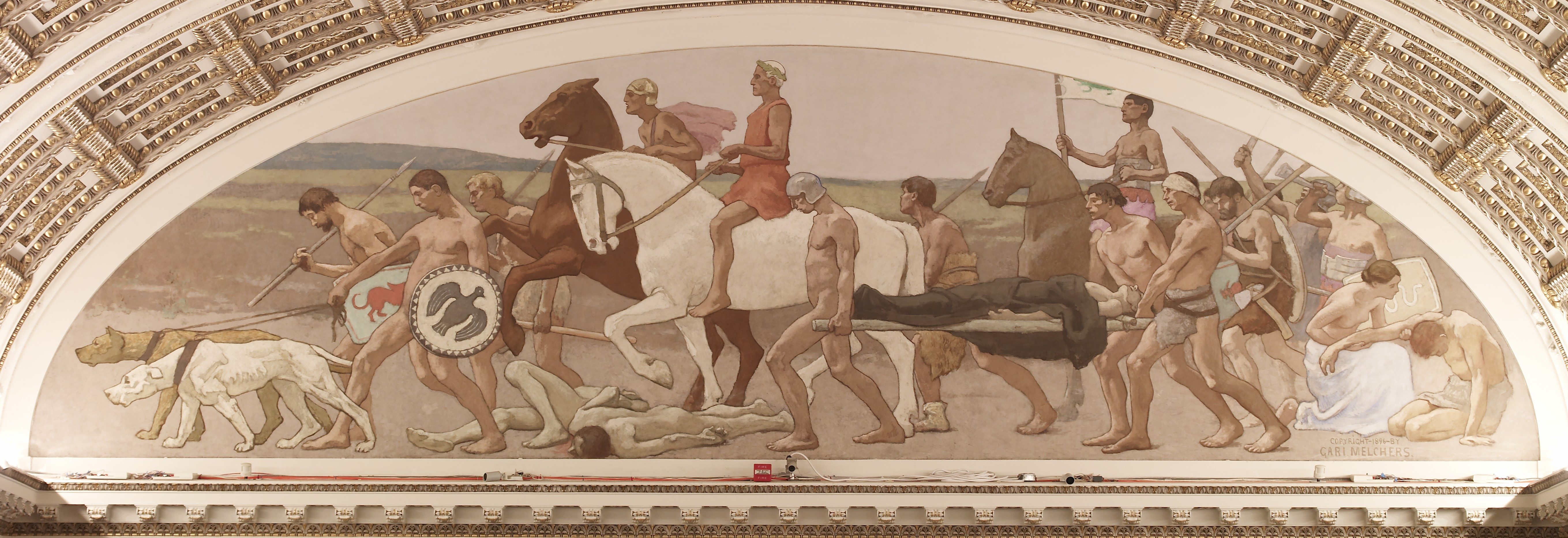
گاری ملچرز، نقاشی دیواری جنگ، ۱۸۹۶
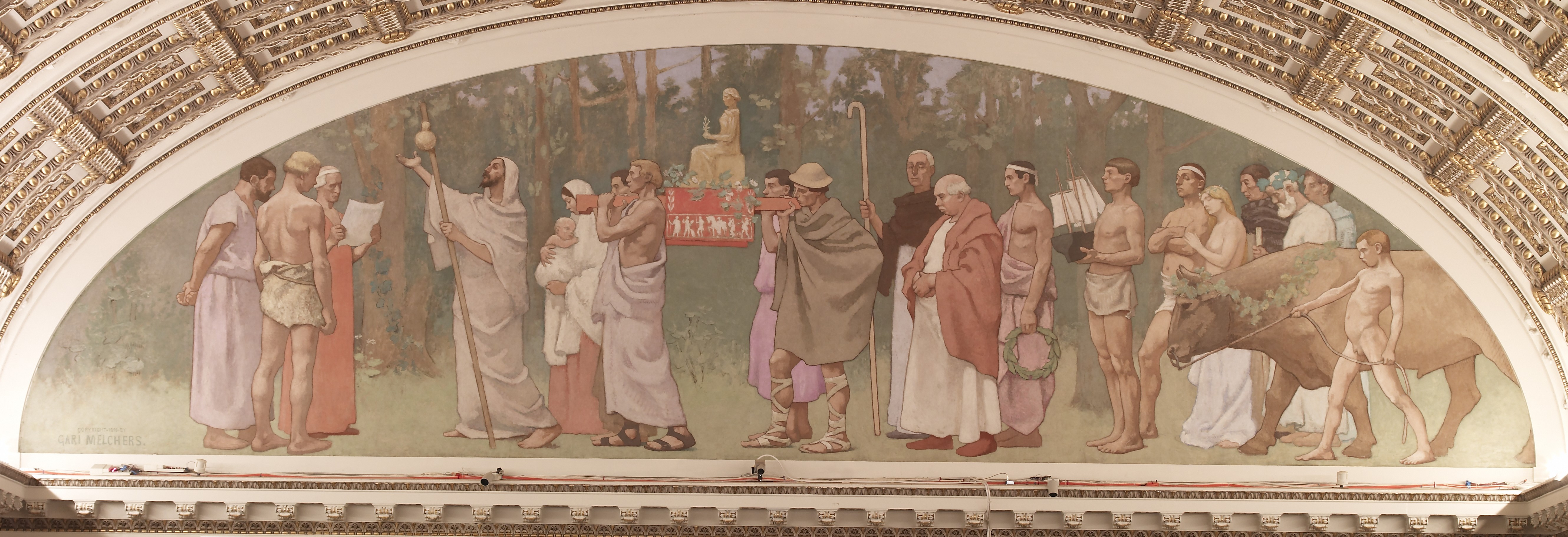
گاری ملچرز ، نقاشی دیواری صلح، ۱۸۹۶
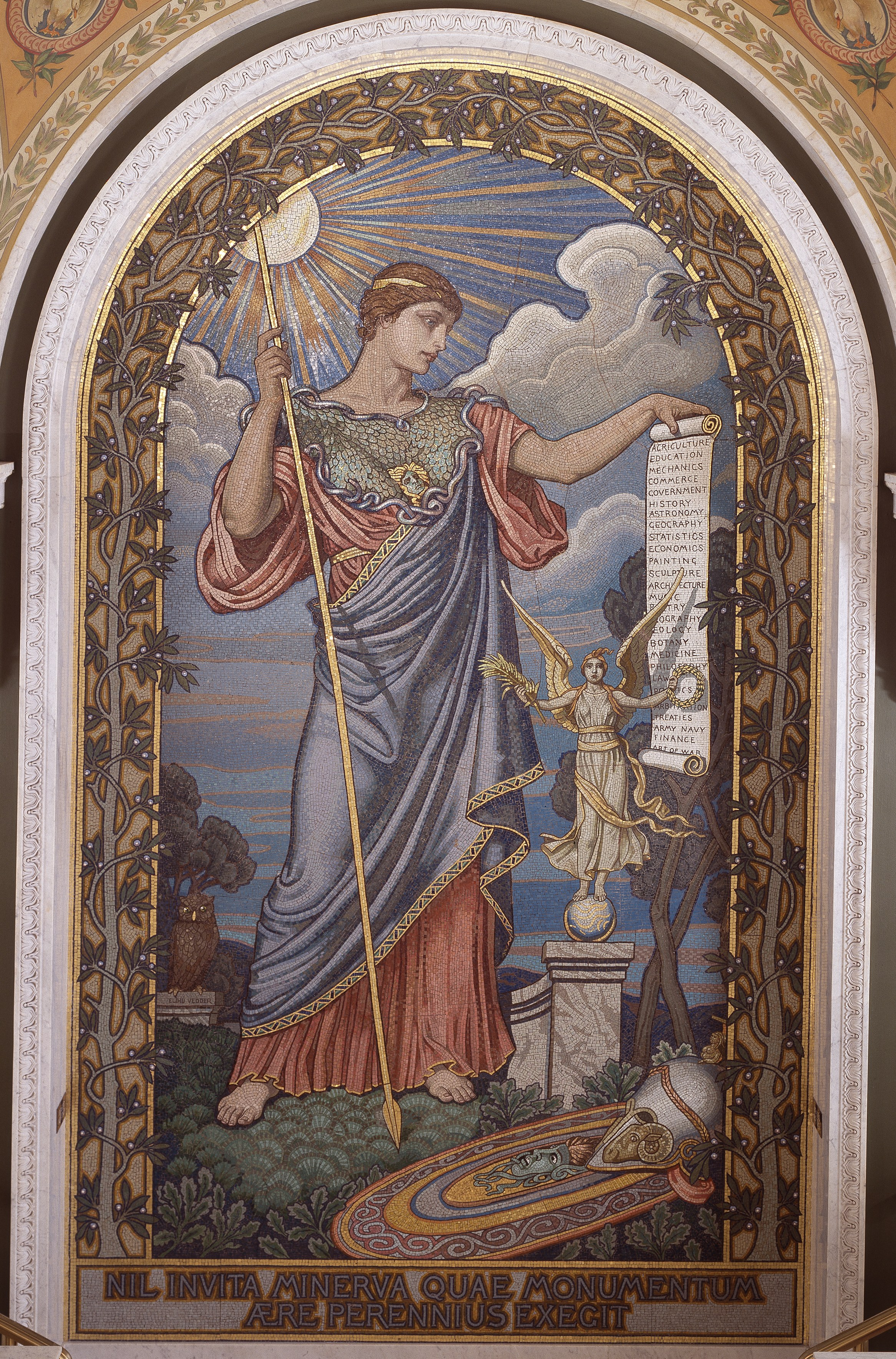
الیهو ودر ، مینروای صلح، ۱۸۹۶
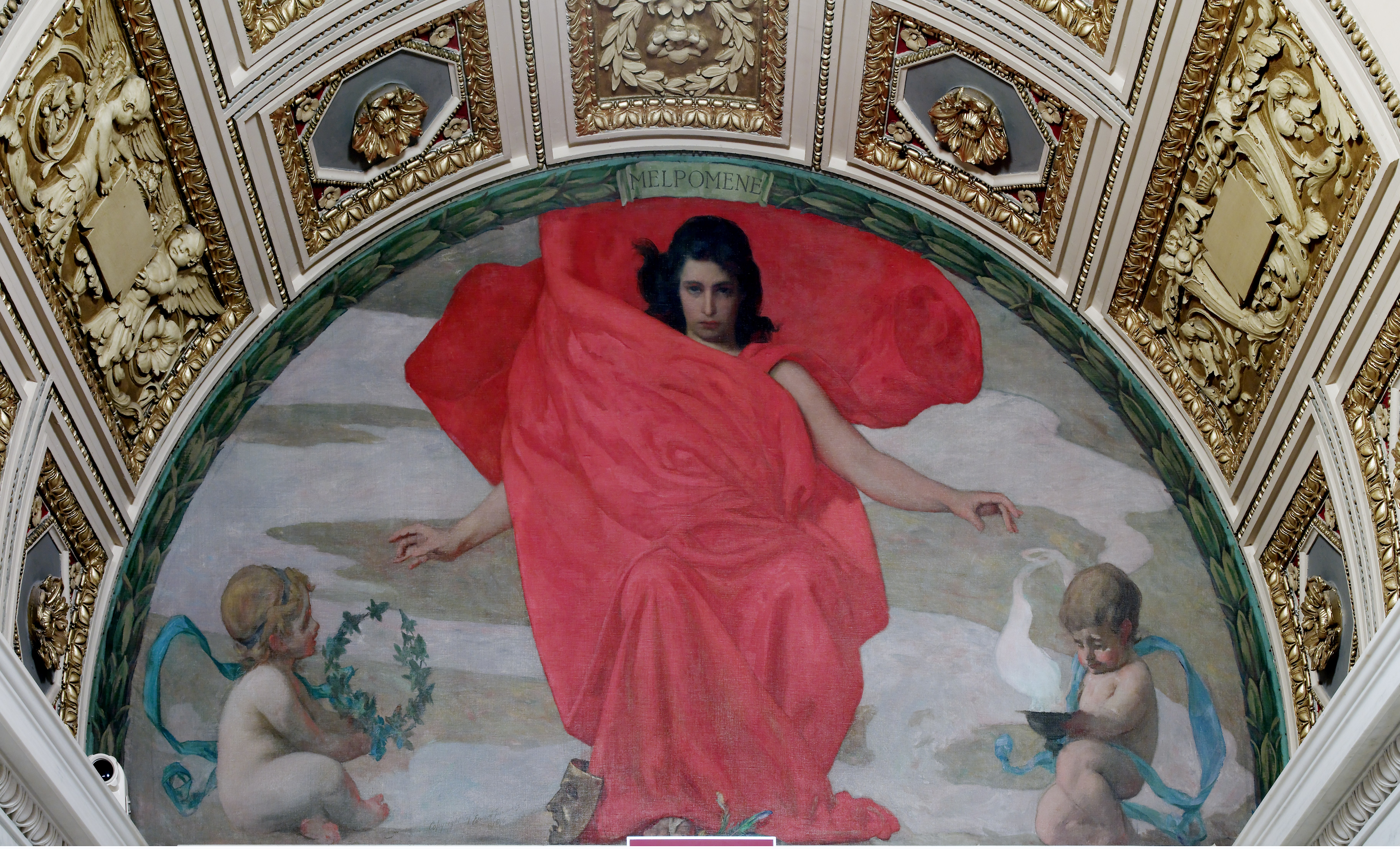
ادوارد امرسون سیمونز ، ملبومن (الهه شعر و تراژدی یونان)، ۱۸۹۶
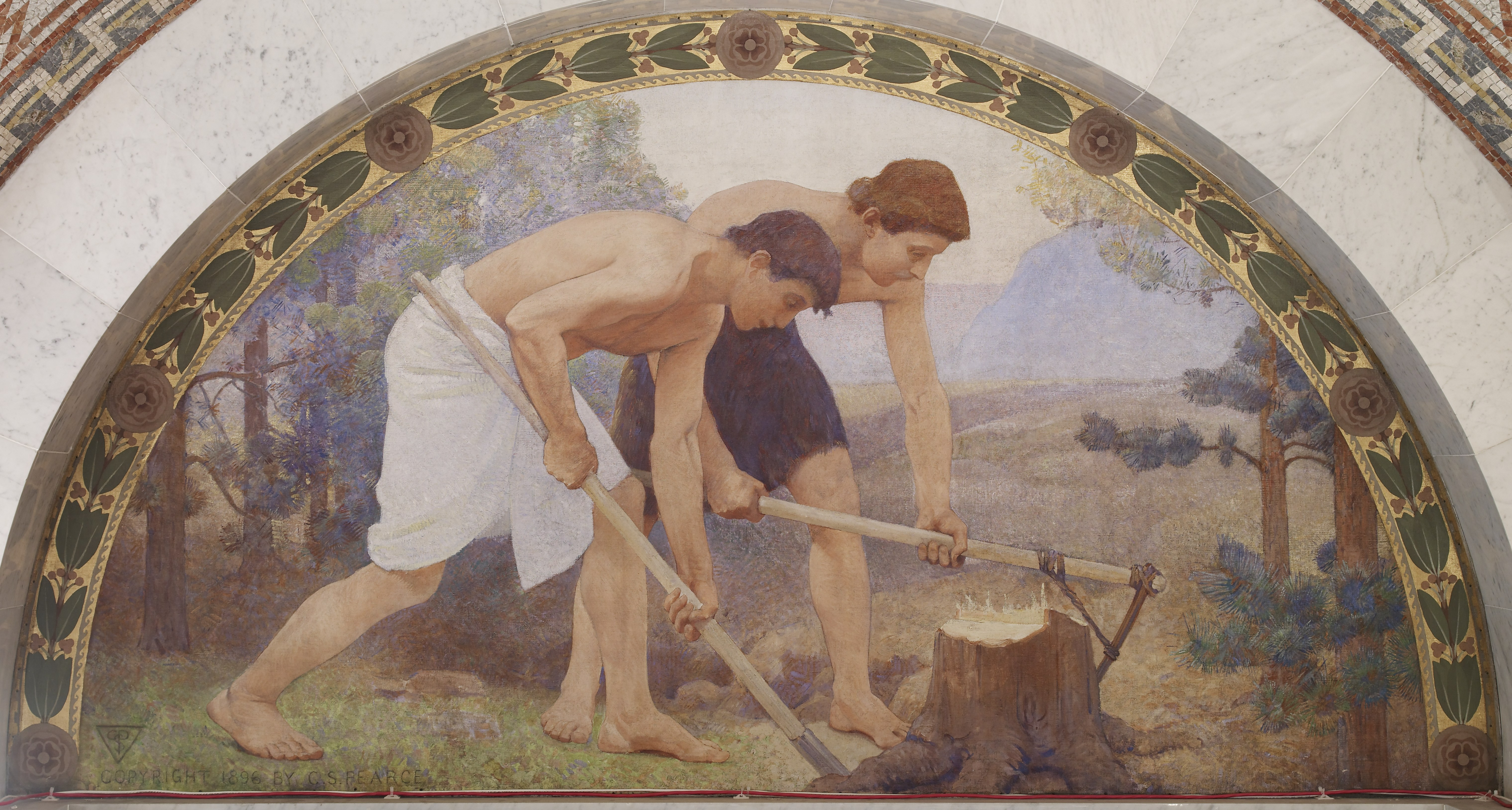
چارلز اسپراگ پیرس، تلاش، ۱۸۹۶
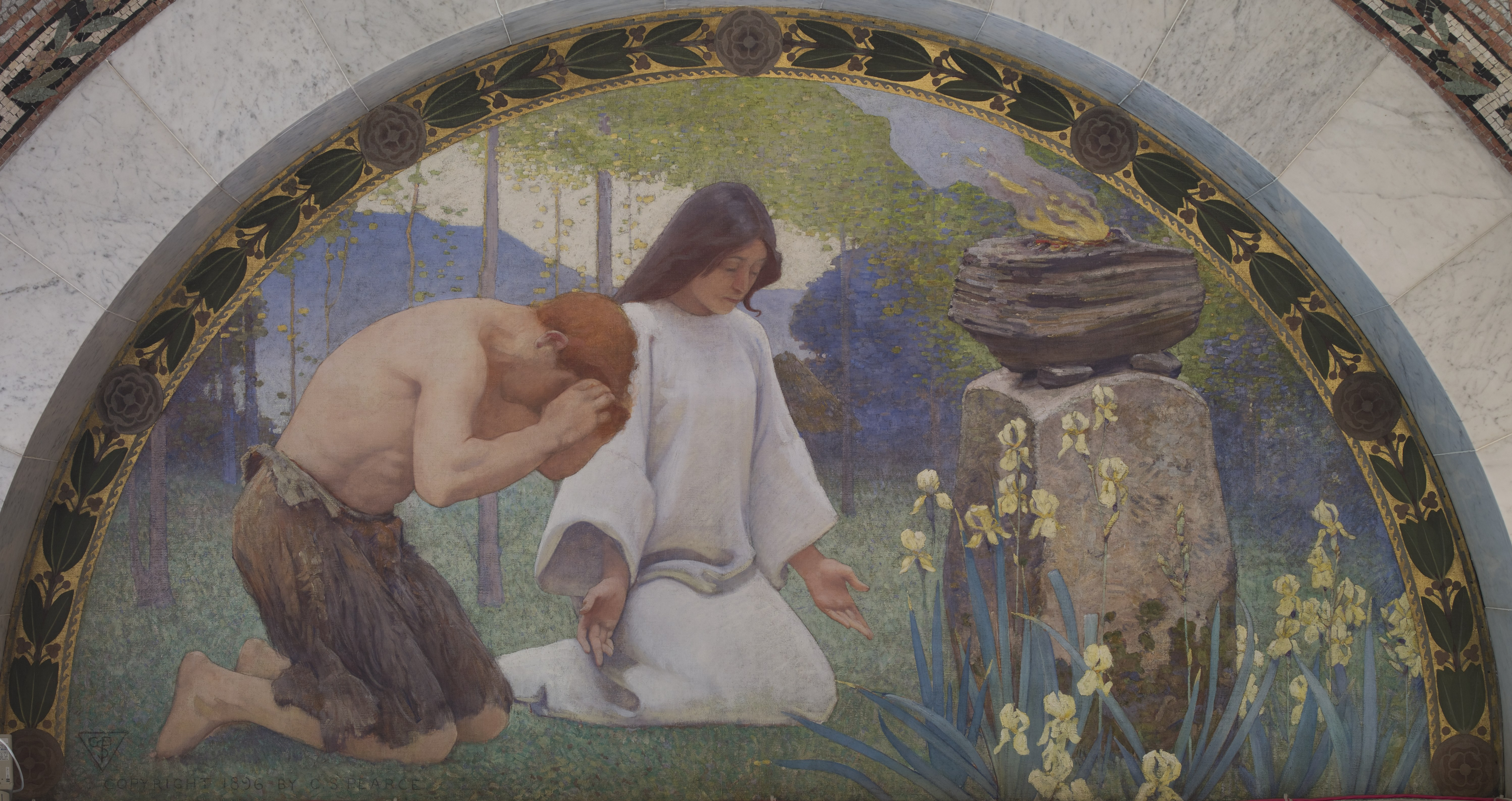
چارلز اسپراگ پیرس، مذهب، ۱۸۹۶
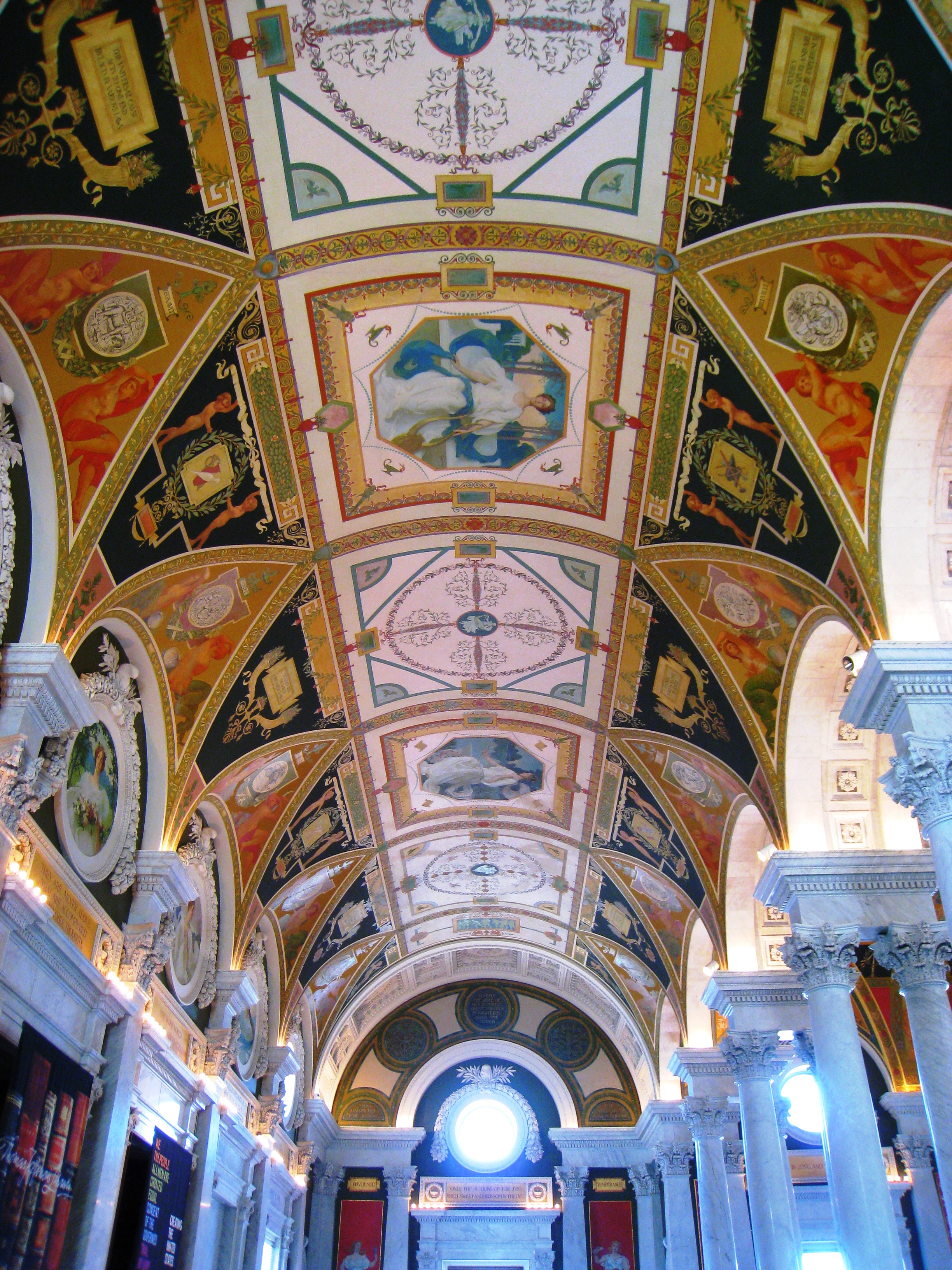
نقاشی‌های دیواری در راهرو
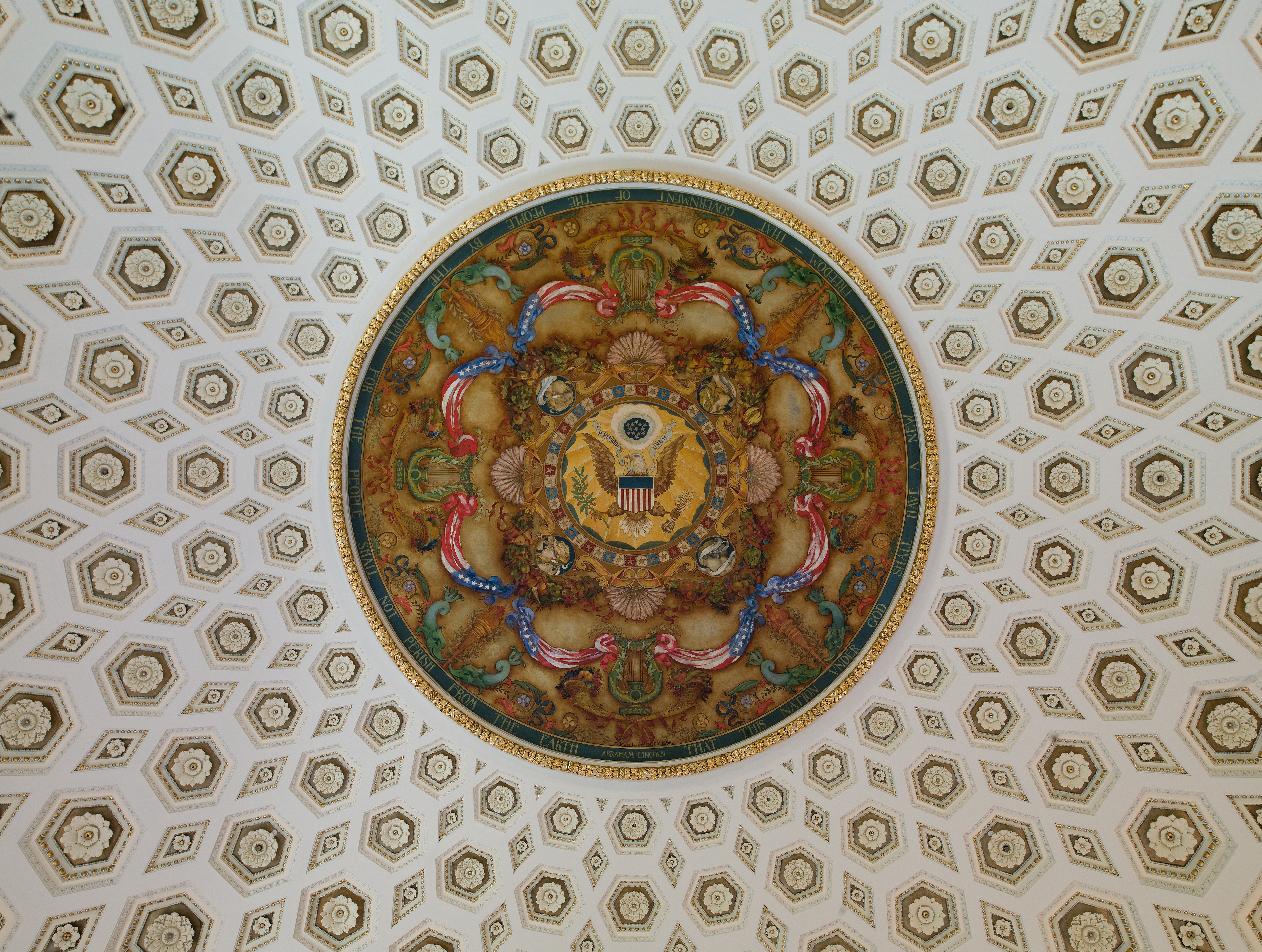
نقاشی دیواری، غرفه شمال شرقی اثر المر ای. گارنسی
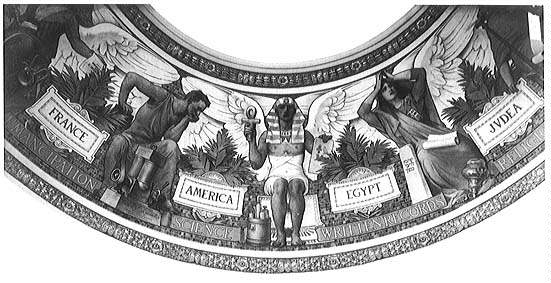
بخشی از تکامل تمدن ادوین بلاشفیلد، واقع در گنبد بالای اتاق مطالعه اصلی، ۱۸۹۵
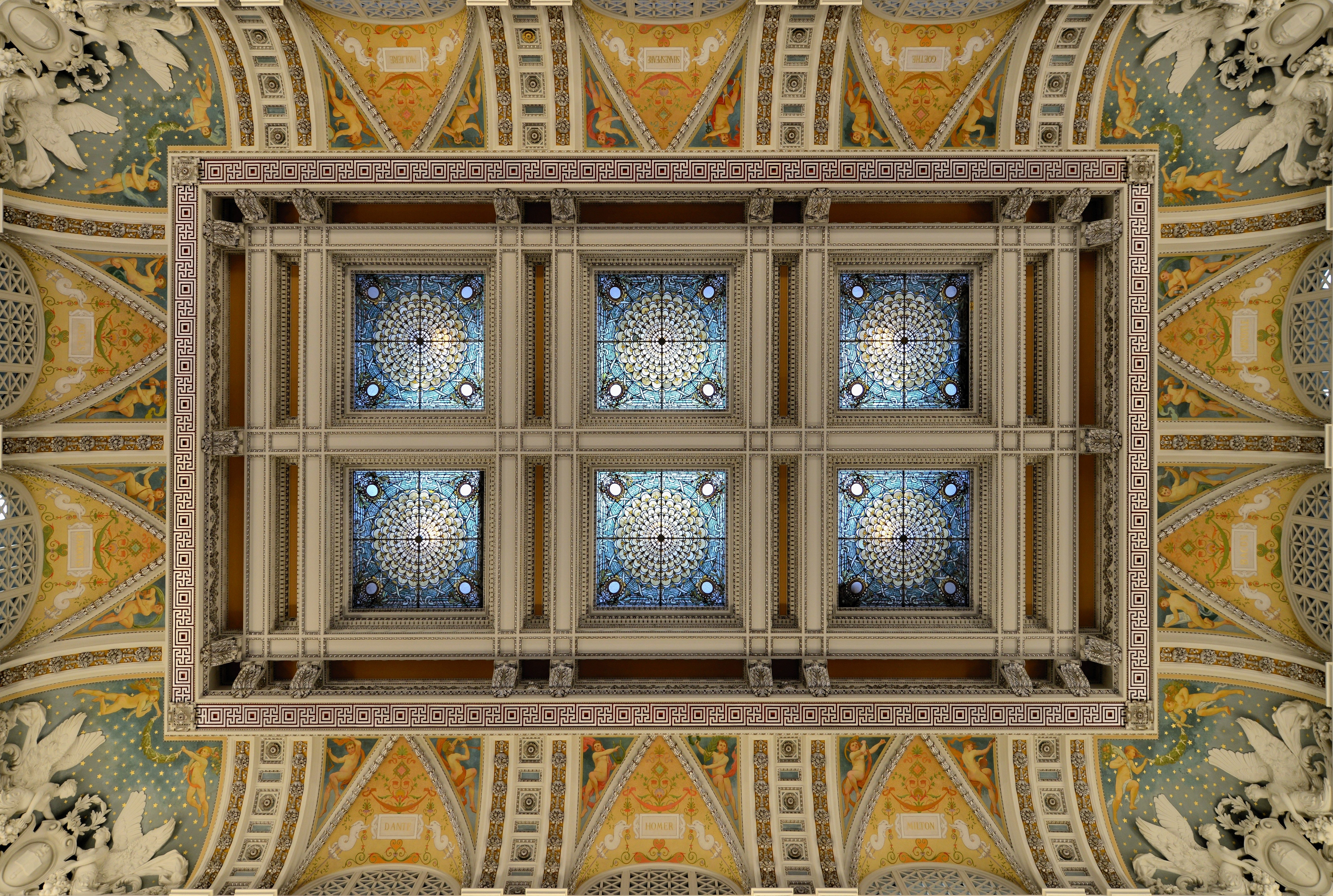
سقف سالن بزرگ
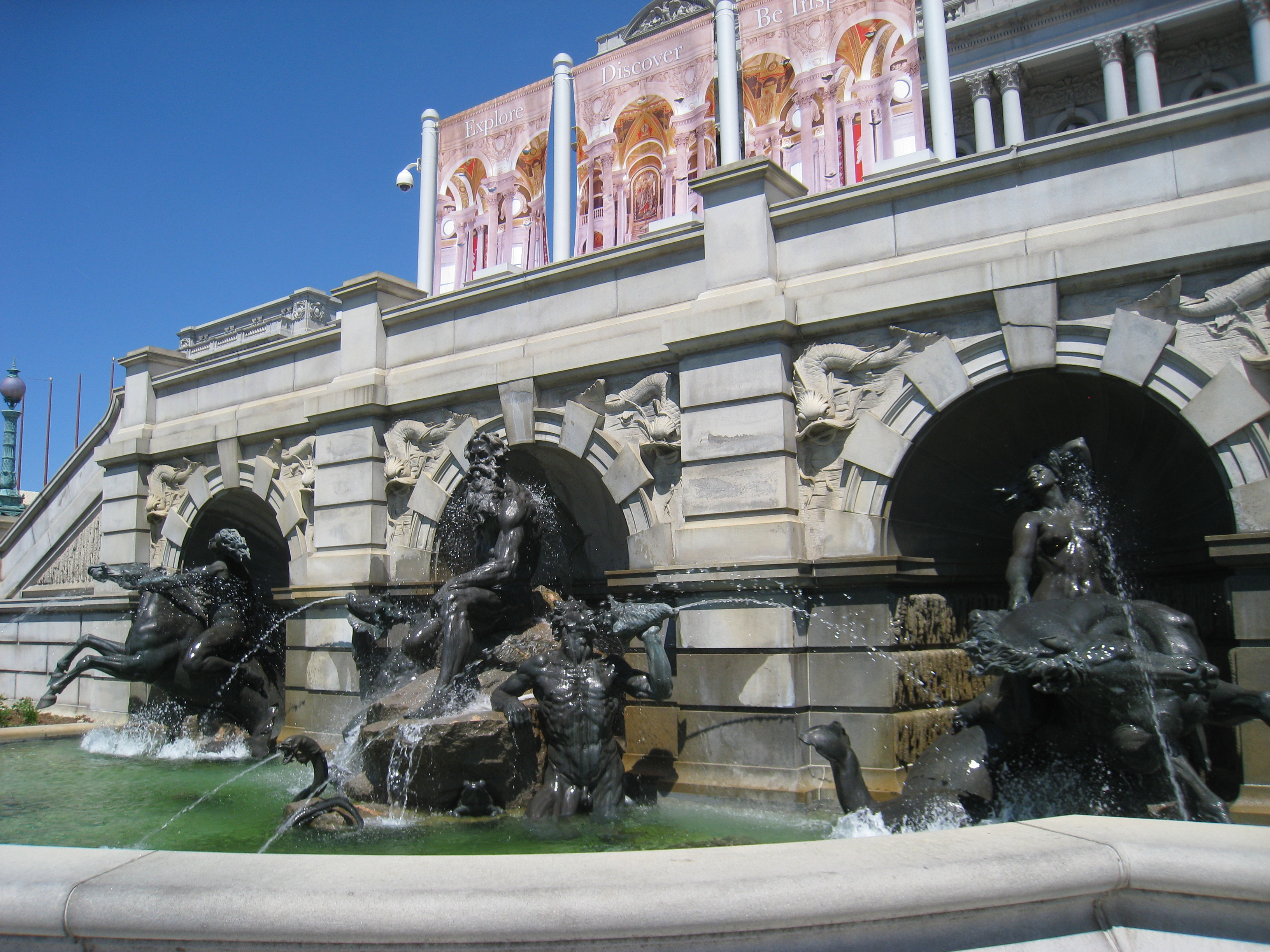
فواره دادگاه نپتون، ۹۸ - ۱۸۹۷، نوشته رولند هینتون پری